# Lamprosema aurealis
Lamprosema aurealis là một loài bướm đêm trong họ Crambidae.